# Stefan Damalewicz
Stefan Damalewicz (ur. ok. 1610 w Warcie, zm. 10 czerwca 1673 w Trzemesznie) – polski historyk, członek zakonu kanoników laterańskich.

## Życiorys
Urodził się w Warcie w 1610 w rodzinie mieszczańskiej Walentego i Anny. Nauczanie podstawowe zdobył w szkole przykościelnej w rodzinnym mieście oraz w kaliskim kolegium jezuickim. Studia w Akademii Krakowskiej ukończył w 1635 uzyskując licencjat z teologii.
W 1637 biskup Maciej Łubieński mianował go teologiem domowym oraz przełożonym seminarium włocławskiego oraz został mianowany kanonikiem kolegiaty kruszwickiej. W następnym roku uzyskał stopień doktora teologii Akademii Krakowskiej.
Abp Andrzej Leszczyński mianował Damalewicza cenzorem ksiąg w diecezji kujawskiej.
W 1640 został kaznodzieją i kanonikiem katedry kujawskiej. W 1641 powstała w Częstochowie na Jasnej Górze nowa kaplica Matki Bożej. Damalewicz z ramienia fundatora, prymasa Łubieńskiego, dogląda realizacji tej inwestycji.
W 1645 brał udział w przygotowania oraz obradach „Colloquium charitativum” w Toruniu jako przedstawiciel archidiecezji gnieźnieńskiej.
W 1642 rezygnuje z kanonii kruszwickiej i włocławskiej i wstępuje do zgromadzenia księży kanoników regularnych. W kolegiacie św. Idziego w Kłodawie odbył nowicjat oraz złożył śluby zakonne.
25 czerwca 1649 został proboszczem i przełożonym konwentu kanoników w Kaliszu.
24 lutego 1660 został pozbawiony probostwa oraz stanowiska przełożonego zgromadzenia kanoników w kaliskich. Przeniósł się do opactwa w Trzemesznie i tam 10 czerwca 1673 zmarł i został pochowany.

## Publikacje
Stefan Damalewicz jest autorem Żywotów Biskupów kujawskich (1642 w drukarni Franciszka Cezarego w Krakowie), w których przedstawione są początki chrześcijaństwa w Polsce, rozległość diecezji kujawskiej, stan kościoła katedralnego, liczba kościołów parafialnych i klasztorów, zakres władzy biskupiej oraz początki zakonu krzyżackiego w Polsce.
Drugim dziełem wydanym w 1643 (w krakowskiej drukarni Walerego Piątkowskiego) jest spis chronologiczny proboszczów kujawskich. W 1655 wydał przejrzane i dostosowane do ustaw soboru trydenckiego ustawy dla kanoników regularnych. Jest również autorem Żywotu św. Bogumiła wydanym w Rzymie w 1661.